# حمامات البربيطة
 حمامات البربيطة  تقع في الجزء الجنوبي من وادي الإحساء قبل التقائه بوادي عفرا، شمال مدينة الطفيلة الأردنية، وهي معتدلة الحرارة وتصل درجة حرارة مياهها إلى 49°، وتحتوي على عدة أنواع من الأملاح والمعادن مثل: الكلورايد، وكبريتيد الهيدروجين.  وتتميز بفاعلية علاجية عالية، وتنبع مياهها من الصخور الرملية الكربونية العائدة إلى العصر الطباشيري السفلي وهذه الطبقة تعلوها طبقة من الحصى على شكل ترسبات حديثة. وتعتبر منطقة سياحية جميلة.